# 李云杰 (湖南)
李雲杰（1893年—1935年12月14日），字俊三，湖南嘉禾人，中華民國軍事將領。

## 生平
1893年（一作1889年），李雲杰出生於湖南嘉禾縣城關鎮。家境貧寒，得到叔父李國柱資助就讀於長沙明德學堂。民國元年（1912年）秋，入清河陸軍第一預備學校。1914年冬，升入保定陸軍軍官學校第二期工兵科，1916年夏畢業。
1935年2月2日，湘、黔、滇省剿匪軍與追剿軍統一編組爲剿匪軍，轄第一路軍與第二路軍，歌轄四個縱隊，李任剿匪軍第一路軍第六縱隊司令。4月6日，授陸軍中將。5月，改任第二路軍第一縱隊司令官，8月，任駐黔第三綏靖區指揮官。
1935年12月14日，李云杰在贵阳病故，享年43歲（部分资料作1936年1月、在毕节逝世）。